# Stamlijn Groningen Eemskanaal
Stamlijn Groningen Eemskanaal was een goederenspoorlijn in Groningen. De in 1967 opgeleverde industrielijn begon op emplacement Groningen Losweg en liep naar de havens langs het Eemskanaal en Winschoterdiep, eindpunt was de Hunzehaven. Tot 1972 was de officiële naam Eemshaven, vanwege aanleg van de zeehaven Eemshaven werd deze gewijzigd in Hunzehaven. De lijn was ongeveer 2,5 kilometer lang, en in totaal hebben er vijf kadesporen gelegen. Langs de Bornholmstraat lag een bescheiden emplacement met laad- en losvoorziening en twee spooraansluitingen voor Van Gend & Loos. Dit bedrijf werd nog incidenteel tot medio 1999 bediend.
Tussen 2002 en 2005 is de stamlijn opgebroken, behalve de laatste 300 meter op het havenemplacement van de Hunzehaven, hier zijn nog twee kadesporen te vinden (2021). Waar de spoorlijn liep langs de Bornholmstraat ligt op de plaats van het voormalige spoortracé nu een fietspad. De enkelsporige draaibrug over het Oude Winschoterdiep is in 2005 geasfalteerd en wordt voor wegverkeer gebruikt. De weg van Helperpark naar de brug kreeg de naam Oude Stamspoor.

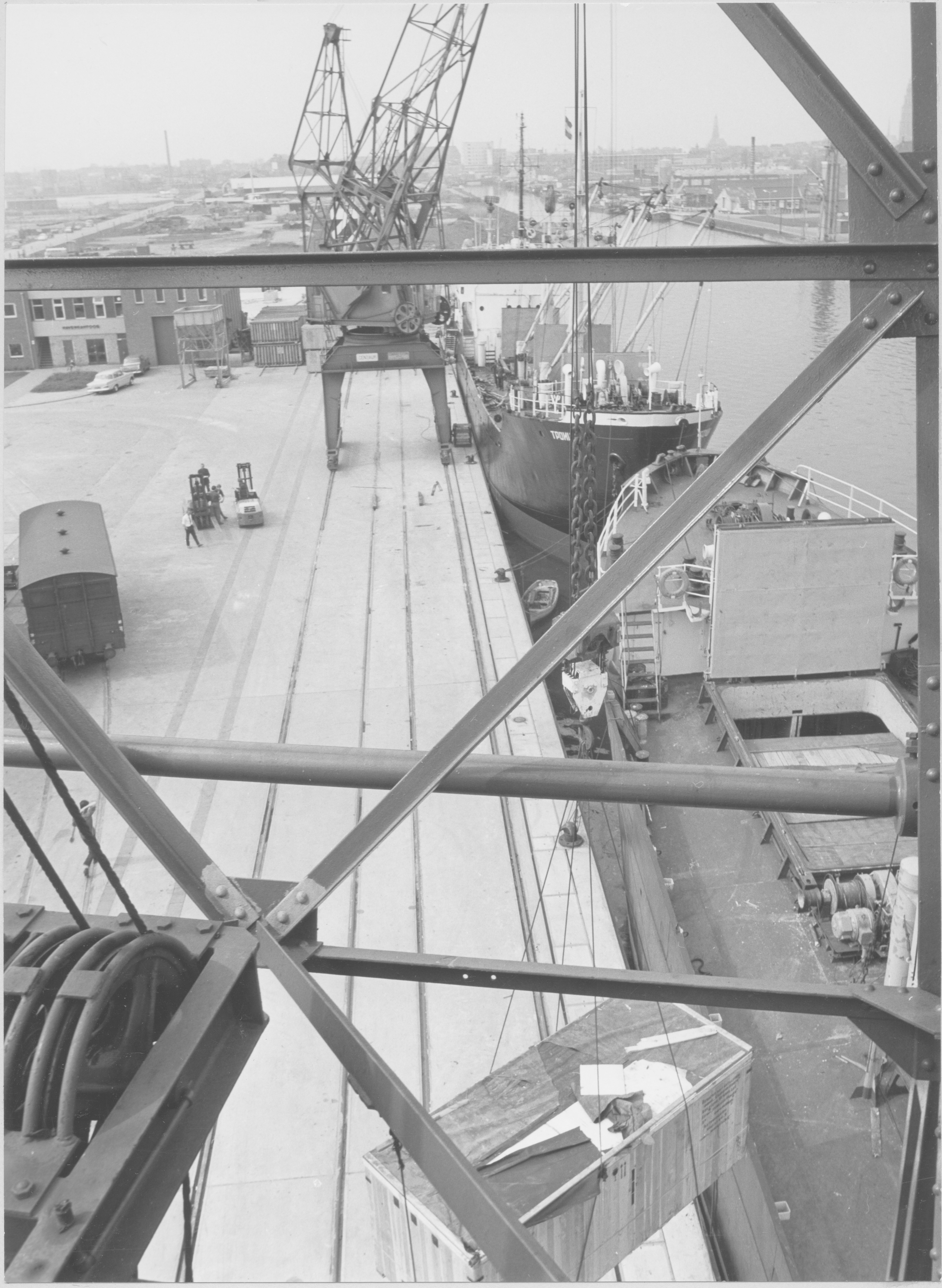
Overzicht kadesporen Hunzehaven